# The Globe Sessions
Albums de Sheryl Crow
Sheryl Crow
(1996) Sheryl Crow and Friends: Live from Central Park
(1999)
Singles
1. My Favorite Mistake
Sortie : 15 septemnre 1998
2. There Goes the Neightborough
Sortie : décembre 1998
3. Anything but Down
Sortie : 23 février 1999

The Globe Sessions est le titre du troisième album de l' autrice-compositrice-interprète américaine Sheryl Crow. Il est sorti le 29 septembre 1998 et a été édité sous le label A&M Records. Sheryl Crow produisit elle-même cet album.

## Historique
Cet album fut enregistré en majeure partie dans les Globe Studios de New York, ce qui inspira son titre.
Il se classa dès sa sortie à la 5e place du Billboard 200 aux États-Unis et à la 2e place des charts britanniques ainsi que des charts canadiens.
Il fut nommé dans cinq catégories différentes lors des Grammy Awards de 1999, Grammy Award de l'album de l'année, Grammy Award du meilleur album rock qu'il remporta, Grammy Award de la meilleure chanteuse pop (pour "My Favorite Mistake"), meilleure performance vocale rock féminine (pour There Goes the Neighborhood) et Grammy Award du meilleur enregistrement d'album, hors musique classique qu'il remporta également.

## Liste des titres
- Edition européenne : A&M Records – 540 974-2

| No  | Titre                              | Auteur                  | Durée |
| --- | ---------------------------------- | ----------------------- | ----- |
| 1.  | My Favorite Mistake                | Sheryl Crow, Jeff Trott | 4:08  |
| 2.  | There Goes the Neighborhood        | Crow, Trott             | 5:02  |
| 3.  | Riverwide                          | Crow                    | 4:07  |
| 4.  | It Don't Hurt                      | Crow, Trott             | 4:49  |
| 5.  | Maybe That's Something             | Crow, Trott             | 4:17  |
| 6.  | Am I Getting Through (Part I & II) | Crow                    | 5:31  |
| 7.  | Anything But Down                  | Crow                    | 4:17  |
| 8.  | The Difficult Kind                 | Crow                    | 6:19  |
| 9.  | Mississippi                        | Bob Dylan               | 4:41  |
| 10. | Members Only                       | Crow                    | 4:57  |
| 11. | Crash and Burn                     | Crow                    | 6:41  |

Titre bonus édition européenneA&M Records – 540 974-2 
| No  | Titre         | Auteur | Durée |
| --- | ------------- | ------ | ----- |
| 12. | Resuscitation | Crow   | 3:59  |

Titre bonus édition américaineA&M Records – 06949-0404-2 
| No  | Titre                             | Auteur              | Durée |
| --- | --------------------------------- | ------------------- | ----- |
| 12. | Sweet Child o' Mine / Subway Ride | Guns'N Roses / Crow | 8:34  |

## Musiciens
- Sheryl Crow: chant, guitare acoustique (3, 4, 7, 9, 11), guitare électrique 12 cordes (10), guitare électrique (8), funk guitare (6), basse (1, 6, 10), Hammond B-3 (1, 4, 11), percussions (1,2), Piano électrique Wurlitzer (1, 6, 10), clavinet (2), harmonica (4), National guitare (4), claviers (5), tambourine (8, 9)
- Wendy Melvoin: guitares (1), basse (4)
- Jeff Trott: guitare trémolo (1), guitares (2, 3, 5, 6, 7, 10), guitare acoustique 12 cordes (4, 9), guitare slide (8), basse (5), Moog (10)
- Val McCallum: guitare électrique (2, 10, 11)
- Tim Smith: basse (2, 11), guitare acoustique (10)
- Todd Wolfe: solo de guitare électrique (4)
- Grgg Liestz: pedal steel (7)
- Dan Rothschild: contrebasse (3), basse (7, 8, 9)
- Gregg Williams: batterie, percussions (1, 2, 4, 5, 6, 10, 11), tambourine (3), programmation (5)
- Dan McCarroll: batterie (2, 7, 8, 9)
- Jim Bogios: batterie (4)
- Trina Shoemaker: drum loop (3)
- Benmont Tench: orgue (3), piano (7, 8, 9), Hammond B-3 (7, 8), Chamberlin (8, 9)
- Mitchell Froom: clavinet (6), Orchestron (6)
- Bobby Keys: saxophone ténor & alto (2)
- Ken Smith: trompette (2)
- Michael Davis: trombone (2)
- Lisa Germano: solo de violon (3), violon (4, 8, 9), autoharpe (4)
- Avril Brown, Mark Feldman, Maura Giannini, Avril Brown, Mary Rowell, Joyce Hammon, Laura Seaton,  Matthew Pierce, Lorenza Ponce: violon (3, 6)
- Jane Scarpantoni, Michelle Kinney, Mary Wooten, Garo Yellin: violoncelle (3, 6)
- Jimmie Haskell: arrangements et direction des cordes (3, 6)

Resuscitation
- Sheryl Crow (chant, basse, clavinet, mellotron), Jeff Trott (guitare électrique et acoustique), Jay Bennett (guitare électrique et piano Wurlitzer), Jerry Marotta (batterie et percussions)

## Charts et certifications
| Pays             | Durée du classement | Meilleur classement |
| ---------------- | ------------------- | ------------------- |
| Allemagne        | 16 semaines         | 4e                  |
| Autriche         | 7 semaines          | 19e                 |
| Belgique (W)     | 4 semaines          | 27e                 |
| Belgique (V)     | 8 semaines          | 10e                 |
| Canada           | 36 semaines         | 2e                  |
| États-Unis       | 53 semaines         | 5e                  |
| Finlande         | 4 semaines          | 20e                 |
| France           | 10 semaines         | 18e                 |
| Norvège          | 4 semaines          | 10e                 |
| Nouvelle-Zélande | 6 semaines          | 16e                 |
| Pays-Bas         | 9 semaines          | 28e                 |
| Royaume-Uni      | 45 semaines         | 2e                  |
| Suède            | 10 semaines         | 9e                  |
| Suisse           | 9 semaines          | 5e                  |

| Pays             | Certification | Ventes      | Date       |
| ---------------- | ------------- | ----------- | ---------- |
| Canada           | 2 × Platine   | 200 000 +   | 17/08/1998 |
| États-Unis       | Platine       | 1 000 000 + | 04/11/1998 |
| Nouvelle-Zélande | Or            | 7 500 +     | 18/11/1998 |
| Royaume-Uni      | Platine       | 300 000 +   | 16/04/1999 |
| Suisse           | Or            | 25 000 +    | 1998       |

### Charts singles
| Année | Single                       | Chart               | Durée du classement | Position |
| ----- | ---------------------------- | ------------------- | ------------------- | -------- |
| 1998  | My Favorite Mistake          | Hot 100             | 10 semaines         | 20e      |
| 1998  | My Favorite Mistake          | Mainstream Top 40   | 26 semaines         | 5e       |
| 1998  | My Favorite Mistake          | Adult Top40         | 35 semaines         | 2e       |
| 1998  | My Favorite Mistake          | Alternative Songs   | 11 semaines         | 26e      |
| 1998  | My Favorite Mistake          | UK Singles Chart    | 7 semaines          | 9e       |
| 1998  | My Favorite Mistake          | Single Top 100      | 9 semaines          | 79e      |
| 1998  | My Favorite Mistake          | RPM Top Singles     | 17 semaines         | 2e       |
| 1998  | My Favorite Mistake          | Top 100             | 4 semaines          | 70e      |
| 1998  | My Favorite Mistake          | RMNZ Singles Top40  | 6 semaines          | 16e      |
| 1998  | My Favorite Mistake          | Mega Top 50         | 7 semaines          | 79e      |
| 1998  | My Favorite Mistake          | Sverigetopplistan   | 1 semaine           | 52e      |
| 1998  | My Favorite Mistake          | Schweizer Hitparade | 12 semaines         | 29e      |
| 1999  | There Goes the Neighbourhood | Triple A Song       | 17 semaines         | 2e       |
| 1999  | There Goes the Neighbourhood | UK Singles Chart    | 8 semaines          | 19e      |
| 1999  | There Goes the Neighbourhood | RPM Top Singles     | 17 semaines         | 4e       |
| 1999  | There Goes the Neighbourhood | Mega Top 50         | 2 semaines          | 99e      |
| 1999  | There Goes the Neighbourhood | Sverigetopplistan   | 1 semaine           | 56e      |
| 1999  | Anything but Down            | Hot 100             | 13 semaines         | 49e      |
| 1999  | Anything but Down            | Mainstream Top 40   | 14 semaines         | 17e      |
| 1999  | Anything but Down            | Triple A Song       | 17 semaines         | 1er      |
| 1999  | Anything but Down            | UK Singles Chart    | 8 semaines          | 19e      |
| 1999  | Anything but Down            | RPM Top Singles     | 34 semaines         | 11e      |